# Coridel Entertainment
Coridel Entertainment est un label discographique sud-coréen de hip-hop, basé à Séoul, fondé en 2015 par Tyler Kwon,.

## Histoire
Coridel Entertainment est fondé en 2015 par Tyler Kwon en tant que filiale du Coridel Group, basé à New York aux États-Unis. L'agence a fusionné la même année avec le label discographique Clear Company, qui manageait le girl groups Playback et les concerts et albums coréens de Jeff Bernat. Le 28 février 2016, Jessica Jung signe avec Coridel Entertainment après avoir quitté Girls' Generation en 2014 et SM Entertainment en 2015. Le 17 mai 2016, elle sort son premier album solo avec le label, intitulé With Love, J, avec le single principal Fly. Le 10 décembre 2016, elle sort son deuxième album solo nommé Wonderland, accompagné de son single principal éponyme.
En avril 2017, l'acteur Ryu Tae-joon signe avec Coridel Entertainment.

## Artistes

### Groupes
- Playback

### Vocalistes
- Jessica
- Jeff Bernat
- Ma Eunjin

### Acteurs
- Ryu Tae-joon
- Yun Bok-in
- Kim Young-pil
- Lee Kwan-hun
- Jang Joon-woong
- Cheong Ha-eun

## Discographie

### Albums
| Artiste     | Titre           | Date             | Format        | Langue          | Label                                |
| ----------- | --------------- | ---------------- | ------------- | --------------- | ------------------------------------ |
| Jeff Bernat | In the Meantime | 16 janvier 2016  | Album studio  | Anglais         | Coridel Entertainment                |
| Jessica     | With Love, J    | 17 mai 2016      | Extended play | Coréen, anglais | Coridel Entertainment, Interpark INT |
| Jessica     | Wonderland      | 10 décembre 2016 | Extended play | Coréen, anglais | Coridel Entertainment, Interpark INT |
| Jessica     | My Decade       | 9 août 2017      | Extended play | Coréen          | Coridel Entertainment                |